# Margarete von Hindenburg
Margarete von Hindenburg (nascida Beneckendorff) (Schwülper, 20 de setembro de 1897 - Bad Bevensen, 22 de dezembro de 1988) foi a nora do presidente alemão Paul von Hindenburg e, por ser o sogro viúvo, assumiu as funções de Primeira-dama da República de Weimar de 1925 a 1934.